# Huh Jung-Moo
Huh Jung-moo (coreeană 허정무, Hanja: 許丁茂, n. 13 ianuarie 1955) este un fost jucător de fotbal și actualul selecționer al Coreei de Sud.